# Iridopsis subapicata
Iridopsis subapicata är en fjärilsart som beskrevs av Walker 1862. Iridopsis subapicata ingår i släktet Iridopsis och familjen mätare. Inga underarter finns listade i Catalogue of Life.